# Piscicultura

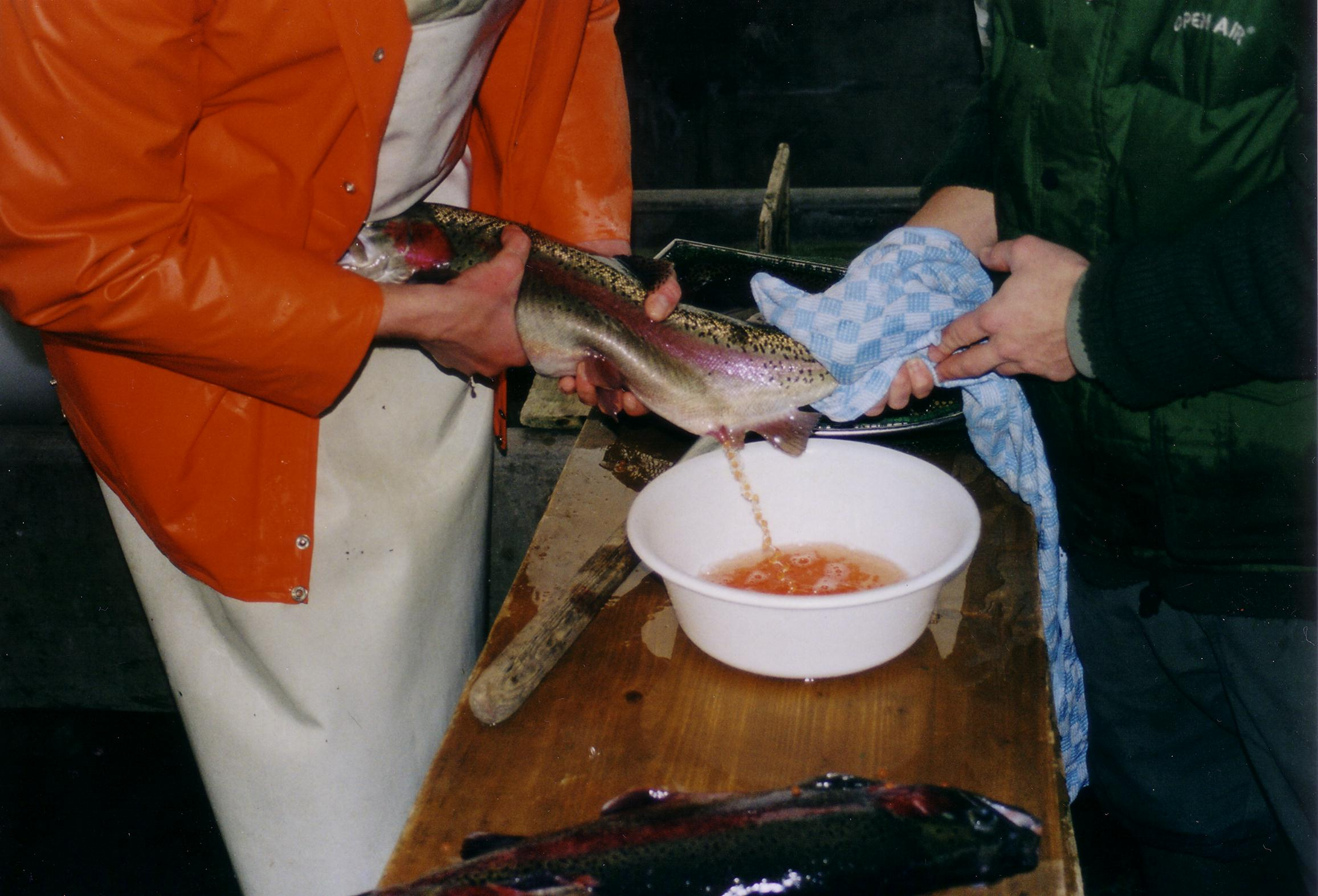
Extracción de huevos (huevera) de una trucha hembra.

La piscicultura es la crianza de peces, término bajo el que se agrupan una gran diversidad de cultivos muy diferentes entre sí, en general denominados en función de la especie o la familia. Las instalaciones de piscicultura industrial se conocen como piscifactorías, aunque este es un término en desuso, debido a la diversificación que ha sufrido el cultivo, en depósitos, estanques, jaulas flotantes, etc.
Las especies más producidas a nivel mundial son carpa, salmón, tilapia y pez gato.

## Historia
Existen referencias de prácticas de cultivo de peces en la antigua China, Egipto, Babilonia, Grecia, Roma y otras culturas euroasiáticas y americanas. Las referencias más antiguas datan en torno al 3500 a. C., en la antigua China. En el año 1400 a. C., ya existían leyes de protección frente a los ladrones de pescado. El primer tratado sobre el cultivo de carpa data del 475 a. C., atribuido al chino Fan-Li, también conocido como Fau Lai.
Entre griegos y romanos, existen numerosas referencias. Aristóteles y Plinio el centro comercial escribieron sobre el cultivo de ostras. Plinio, en concreto, atribuye al general romano Lucinius Murena el invento del estanque de cultivo, y cita las grandes ganancias de su explotación comercial, en el siglo I. Séneca también tuvo su opinión sobre la piscicultura, bastante crítica: “la invención de nuestros estanques de peces, esos recintos diseñados para proteger la glotonería de las gentes del riesgo de enfrentarse a las tormentas”.
En la cultura occidental, la acuicultura no recobró fuerza hasta la Edad Media, en monasterios y abadías, aprovechando estanques alimentados por cauces fluviales, en los que el cultivo consistía en el engorde de carpas y truchas.
En el año 1758 se produjo un importante descubrimiento, la fecundación artificial de huevos de salmones y truchas por Stephen Ludwig Jacobi, un investigador austríaco, aunque su investigación no salió del laboratorio y quedó en el olvido.
En 1842, dos pescadores franceses, Remy y Gehin, obtuvieron puestas viables, totalmente al margen del hallazgo de Jacobi. Lograron alevines de trucha, que desarrollaron en estanque con éxito. El descubrimiento llevó a la Academia de Ciencias de París a profundizar en el hallazgo, y con ello la creación del Instituto de Huninge, el primer centro de investigación en acuicultura.

## Tipos de piscifactorías
Dentro de los métodos de acuicultura intensiva y extensiva, se utilizan numerosos tipos específicos de piscifactorías; cada uno tiene ventajas y aplicaciones propias de su diseño.

### Sistema de jaulas

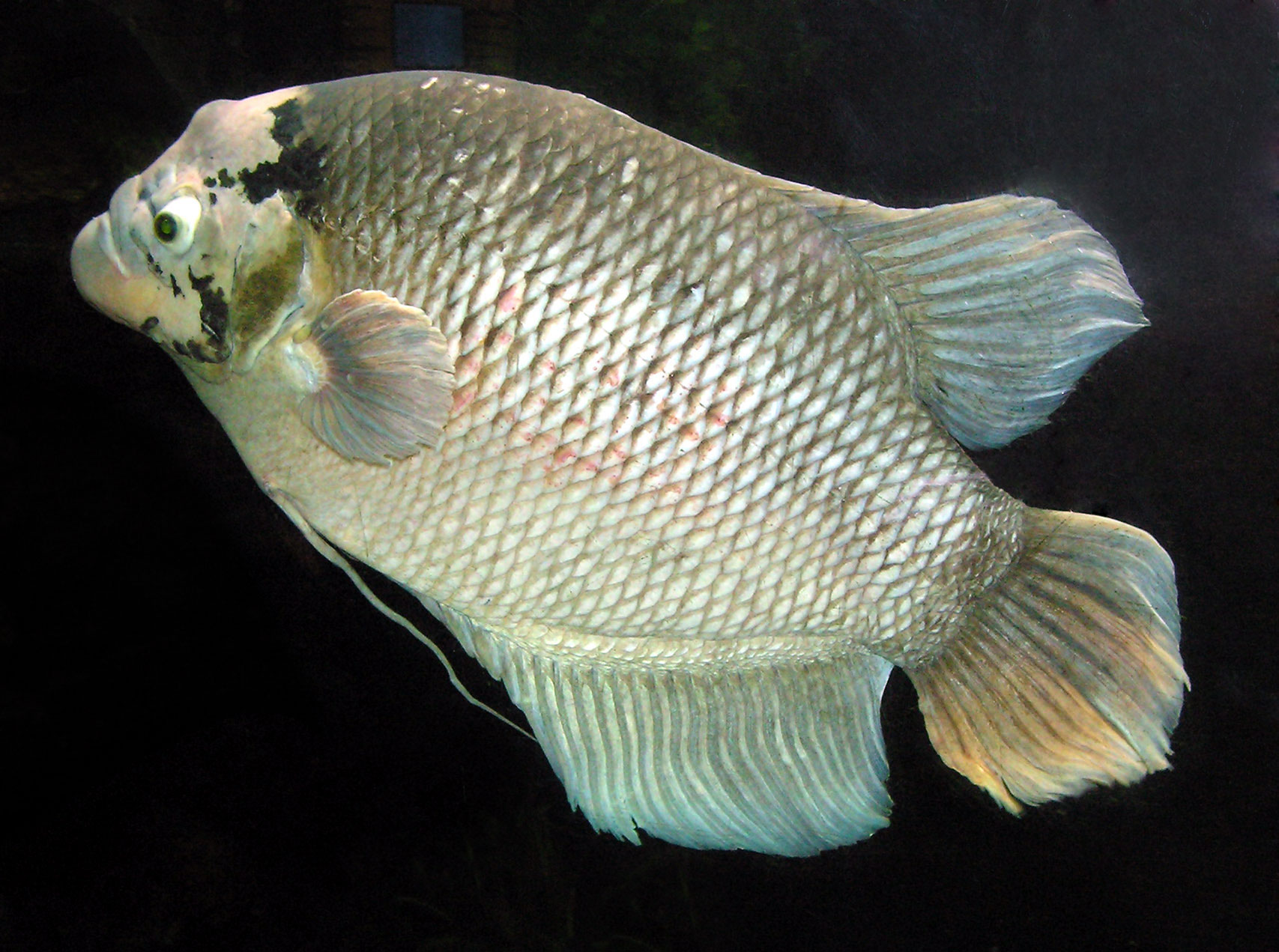
El gourami gigante suele criarse en jaulas en el centro de Tailandia.

Las jaulas para peces se colocan en lagos, bayous, estanques, ríos u océanos para contener y proteger a los peces hasta que puedan ser cosechados. El método también se denomina "cultivo en alta mar" cuando las jaulas se colocan en el mar. Pueden estar construidas con una gran variedad de componentes. Los peces se introducen en las jaulas, se alimentan artificialmente y se recogen cuando alcanzan el tamaño comercial. Algunas ventajas de la piscicultura con jaulas son que se pueden utilizar muchos tipos de aguas (ríos, lagos, canteras rellenas, etc.), se pueden criar muchos tipos de peces y la piscicultura puede coexistir con la pesca deportiva y otros usos del agua.
La cría de peces en jaulas en mar abierto también está ganando popularidad. Dada la preocupación que suscitan las enfermedades, la pesca furtiva, la mala calidad del agua, etc., en general se considera que los sistemas de estanques son más sencillos de poner en marcha y más fáciles de gestionar. Además, los sucesos pasados de fallos en las jaulas que provocaron escapes, han suscitado preocupación en relación con el cultivo de especies de peces no autóctonas en jaulas en presas o en aguas abiertas. El 22 de agosto de 2017, se produjo un fallo masivo de este tipo de jaulas en una pesquería comercial del estado de Washington en Puget Sound, lo que provocó la liberación de casi 300 000 salmones del Atlántico en aguas no autóctonas. Se cree que esto pone en peligro a la especie nativa de salmón del Pacífico.
Marine Scotland lleva un registro de escapes de peces enjaulados desde 1999. Se han registrado 357 escapes de peces, con 3 795 206 peces en agua dulce y salada. Una empresa, Dawnfresh Farming Limited, ha sido responsable de 40 incidentes y 152 790 truchas arco iris escapadas a lagos de agua dulce.
Aunque la industria de las jaulas ha realizado numerosos avances tecnológicos en la construcción de jaulas en los últimos años, el riesgo de daños y escapes debido a las tormentas es siempre motivo de preocupación.
La tecnología marina semisumergible está empezando a repercutir en la piscicultura. En 2018, 1,5 millones de salmones se encuentran en medio de una prueba de un año de duración en Ocean Farm 1, frente a la costa de Noruega. El proyecto semisumergible US$300 millones es el primero de acuicultura en aguas profundas del mundo, e incluye un corral de 200 pies (61,0 m) altura por 300 pies (91,4 m) diámetro hecho con una serie de armazones de malla y redes. Está diseñado para dispersar los desechos mejor que las granjas más convencionales en aguas costeras protegidas, por lo que favorece una mayor densidad de empaquetamiento de peces.

#### Redes de aleación de cobre
Recientemente, las aleaciones de cobre se han convertido en importantes materiales de red en acuicultura. Las aleaciones de cobre son antimicrobianas, es decir, destruyen bacterias, virus, hongos, algas y otros microbios. En el medio marino, las propiedades antimicrobianas/alguicidas de las aleaciones de cobre evitan el biofouling, que puede describirse brevemente como la acumulación, adhesión y crecimiento indeseables de microorganismos, plantas, algas, gusanos tubícolas, percebes, moluscos y otros organismos.
La resistencia al crecimiento de organismos en las redes de aleación de cobre también proporciona un entorno más limpio y saludable para que los peces de piscifactoría crezcan y prosperen. Las redes tradicionales requieren una limpieza periódica y laboriosa. Además de sus beneficios antiincrustantes, las redes de cobre tienen fuertes propiedades estructurales y de resistencia a la corrosión en entornos marinos.
Las aleaciones de cobre-zinc y latón se utilizan en operaciones de acuicultura a escala comercial en Asia, Sudamérica y EE. UU. (Hawái). Se está llevando a cabo una amplia investigación, que incluye demostraciones y ensayos, sobre otras dos aleaciones de cobre: cobre-níquel y cobre-silicio. Cada uno de estos tipos de aleación tiene una capacidad inherente para reducir la bioincrustación, los residuos de las jaulas, las enfermedades y la necesidad de antibióticos, al tiempo que mantiene la circulación del agua y las necesidades de oxígeno. También se están estudiando otros tipos de aleaciones de cobre para su investigación y desarrollo en acuicultura.
En el sudeste asiático, la plataforma tradicional de cría en jaulas se denomina kelong.

### Sistema de corrales abiertos
El sistema de corrales de red abiertos es un método que se lleva a cabo en aguas naturales, como ríos, lagos, cerca de la costa o en alta mar. Los criadores crían los peces en grandes jaulas que flotan en el agua. Los peces viven en aguas naturales pero están aislados con una red. Como la única barrera que separa a los peces del entorno es una red, esto permite que el agua fluya desde el entorno "natural" a través de las piscifactorías.
El emplazamiento de la piscifactoría es crucial para que ésta tenga éxito o no. Antes de instalar cualquier piscifactoría, es muy recomendable ser selectivo con la ubicación de la piscifactoría. El emplazamiento debe examinarse en función de algunos elementos esenciales. Las condiciones importantes de la ubicación son:
1. Un buen intercambio de agua y también una alta reposición de agua de fondo.
2. En todas las profundidades debe haber una buena condición de corriente. Esto es necesario porque las partículas orgánicas deben poder ser arrastradas por la corriente.
3. Los fondos de grava y arena son aptos para la piscicultura, aunque los fondos de limo y fango no lo son. Deben evitarse.
4. La red debe estar al menos 10 metros (33 pies) o más por encima del fondo, por lo que la profundidad es importante.

A pesar de estas importantes condiciones del emplazamiento, el método de corrales de red abiertos fue muy popular en Noruega y China. Esto se debe a la rentabilidad y eficacia de este método.

#### Efectos externos negativos
Debido al flujo de agua del océano y a otras razones, el cultivo en corrales de red abiertos se considera un método de alto riesgo para el medio ambiente. El flujo permite que los productos químicos, los parásitos, los residuos y las enfermedades se propaguen en el medio cerrado, lo que no es beneficioso para el entorno natural. Otra consecuencia negativa es la elevada tasa de escape de los peces cultivados de estos corrales de red abiertos. Estos peces que se escapan también suponen un alto riesgo para los ecosistemas circundantes.
La cantidad de residuos orgánicos producidos por las piscifactorías también es alarmante. Se calcula que una piscifactoría de salmón en Escocia, por ejemplo, produce tantos residuos orgánicos como el equivalente a una ciudad de entre 10.000 y 20.000 habitantes cada año.
En la actualidad, el 50% del marisco del mundo se cría en granjas.

### Sistemas de acequias o estanques

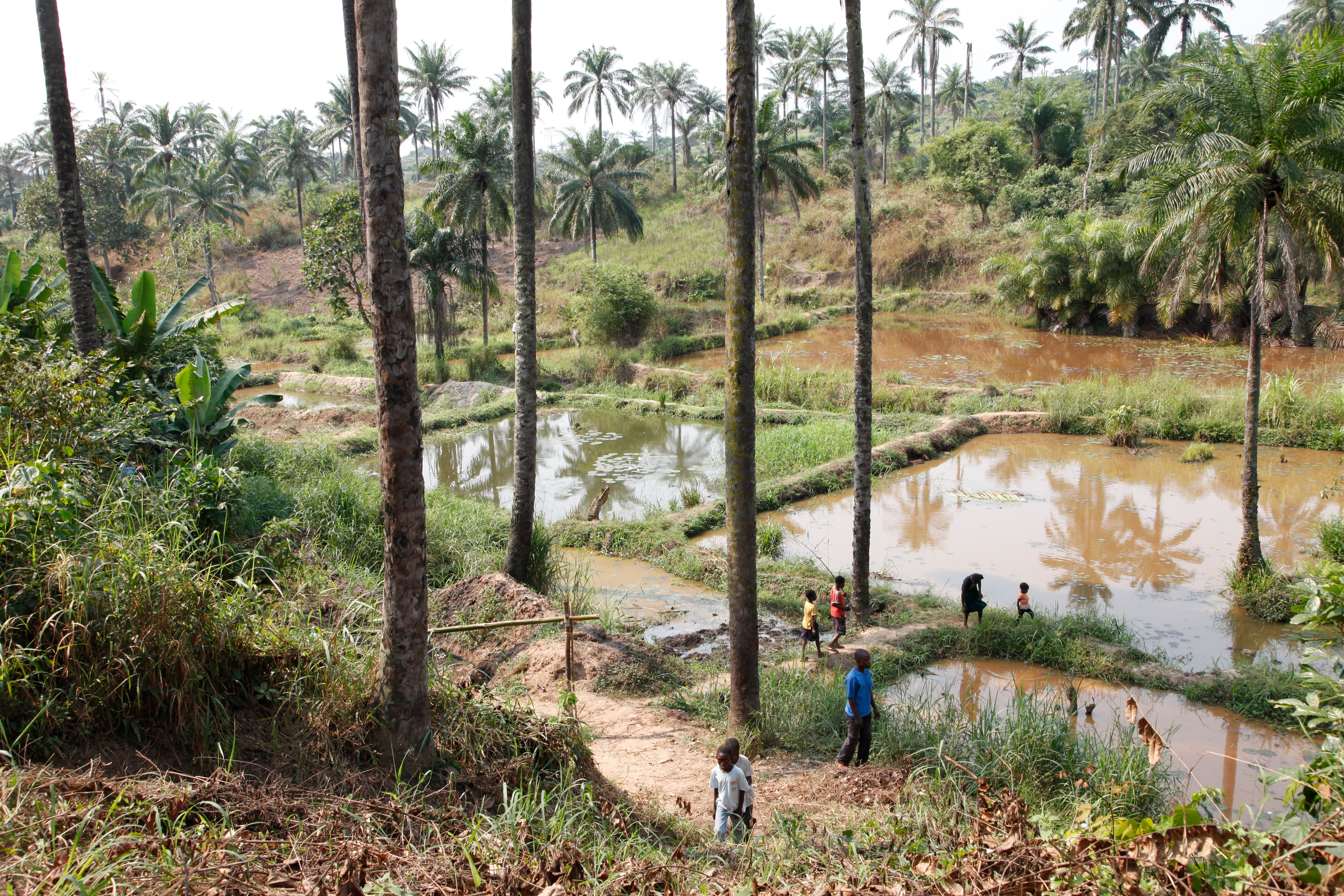
Estos estanques de piscicultura se crearon como un proyecto cooperativo en una aldea rural del Congo.

En ellos se utilizan acequias o estanques agrícolas para criar peces. El requisito básico es disponer de una acequia o estanque que retenga el agua, posiblemente con un sistema de riego por encima del suelo (muchos sistemas de riego utilizan tuberías enterradas con colectores).
Con este método, las asignaciones de agua pueden almacenarse en estanques o zanjas, normalmente revestidos de bentonita arcilla. En los sistemas pequeños, los peces suelen ser alimentados con comida comercial para peces, y sus productos de desecho pueden ayudar a fertilizar los campos. En los estanques más grandes, el estanque cultiva plantas acuáticas y algas como alimento para los peces. Algunos de los estanques más exitosos cultivan cepas de plantas introducidas, así como cepas introducidas de peces.
El control de la calidad del agua es crucial. La fertilización, la clarificación y el control del pH del agua pueden aumentar sustancialmente el rendimiento, siempre que se evite la eutrofización y se mantengan altos los niveles de oxígeno. Los rendimientos pueden ser bajos si los peces enferman por estrés electrolítico.

#### Cultivo compuesto de peces
El sistema de piscicultura compuesta es una tecnología desarrollada en la India por el Consejo Indio de Investigación Agrícola en la década de 1970. En este sistema, tanto de peces locales como importados, se utiliza una combinación de cinco o seis especies de peces en un único estanque piscícola. Estas especies se seleccionan para que no compitan por el alimento entre ellas al tener diferentes tipos de hábitats alimenticios. Como resultado, se utiliza el alimento disponible en todas las partes del estanque. Los peces utilizados en este sistema son catla y carpa plateada (que se alimentan en la superficie), rohu (que se alimenta en la columna), y mrigal y carpa común (que se alimentan en el fondo). Otros peces también se alimentan de los excrementos de la carpa común, lo que contribuye a la eficacia del sistema, que en condiciones óptimas produce entre 3000 y 6000 kg de pescado por hectárea y año.
Uno de los problemas de este tipo de piscicultura compuesta es que muchos de estos peces sólo se reproducen durante el monzón. Incluso si los peces se recogen de la naturaleza, también pueden mezclarse con otras especies. Por lo tanto, un problema importante en la piscicultura es la falta de disponibilidad de stock de buena calidad. Para superar este problema, ahora se han encontrado formas de criar estos peces en estanques usando estimulación hormonal. Esto ha asegurado el suministro de stock de pescado puro en las cantidades deseadas.

### Sistemas de reciclaje integrados

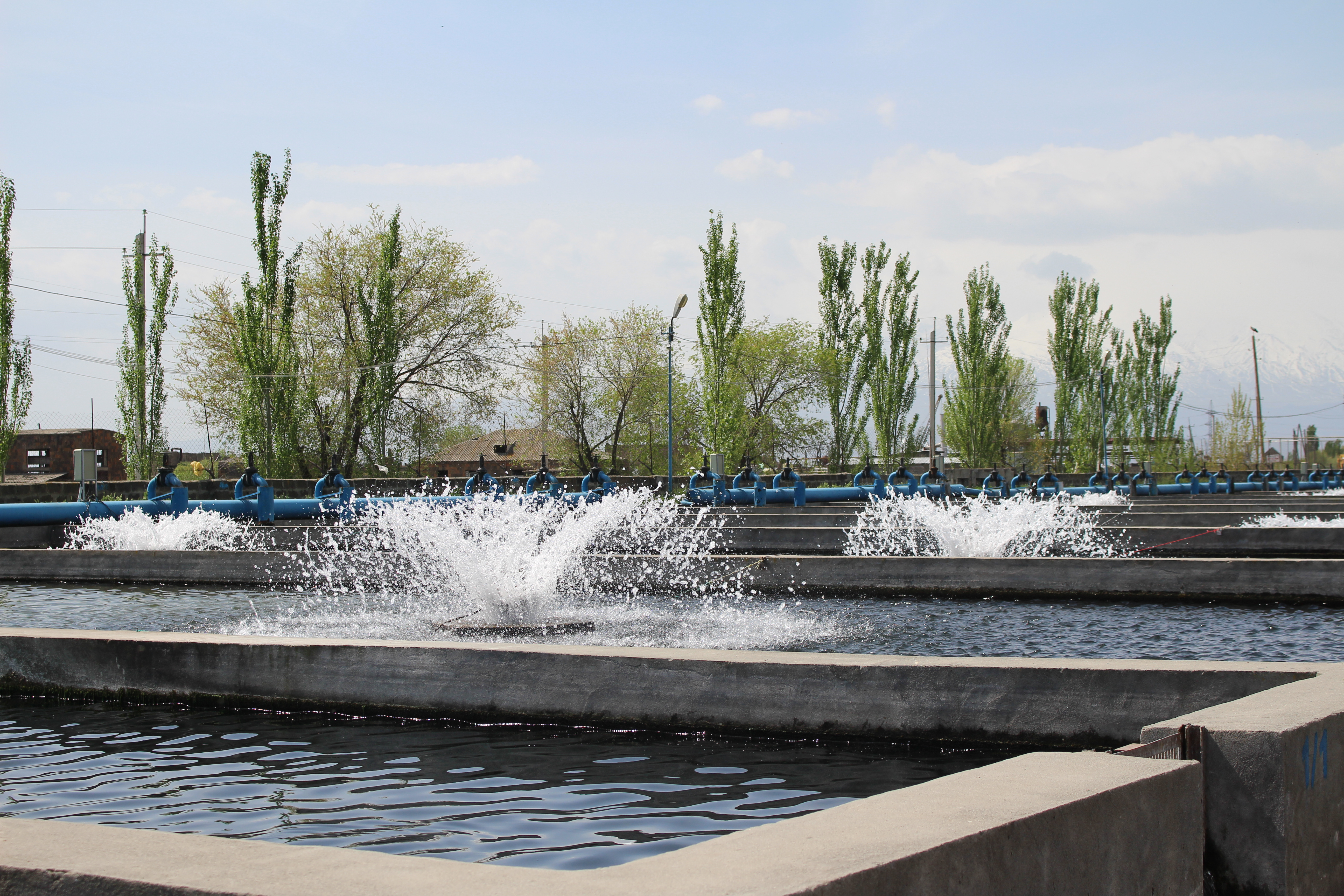
Aereadores en una granja pesquera (Ararat plain, Armenia).

Uno de los mayores problemas con la piscicultura de agua dulce es que puede usar un millón de galones de agua por acre (alrededor de 1 m3 de agua por m2) cada año. Los sistemas extendidos de purificación de agua permiten la reutilización (reciclado) del agua local.
Las piscifactorías puras de mayor escala utilizan un sistema derivado (hay que reconocer que muy perfeccionado) del Instituto de la Nueva Alquimia de los años setenta. Básicamente, se colocan grandes peceras de plástico en un invernadero. Se coloca un lecho hidropónico cerca, encima o entre ellos. Cuando las tilapias se crían en los tanques, son capaces de alimentarse de algas, que crecen de forma natural en los tanques cuando éstos están debidamente fertilizados.
El agua del tanque circula lentamente hasta los lechos hidropónicos, donde los desechos de la tilapia alimentan los cultivos de plantas comerciales. Los microorganismos cultivados cuidadosamente en el lecho hidropónico convierten el amoníaco en nitratos, y las plantas se fertilizan con los nitratos y fosfatos. El medio hidropónico, que hace las veces de filtro aireado de guijarros, filtra el resto de desechos.
Este sistema, adecuadamente ajustado, produce más proteína comestible por unidad de superficie que cualquier otro. Una gran variedad de plantas pueden crecer bien en los lechos hidropónicos. La mayoría de los cultivadores se concentran en hierbas (por ejemplo, perejil y albahaca), que alcanzan precios elevados en pequeñas cantidades durante todo el año. Los clientes más comunes son restaurantes mayoristas.
Como el sistema vive en un invernadero, se adapta a casi todos los climas templados, y también puede adaptarse a climas tropicales.
El principal impacto medioambiental es el vertido de agua que debe ser salada para mantener el equilibrio electrolítico de los peces. Los acuicultores actuales utilizan diversos trucos patentados para mantener sanos a los peces, lo que reduce sus gastos en sal y permisos de vertido de aguas residuales. Algunas autoridades veterinarias especulan que los sistemas desinfectantes de ozono ultravioleta (muy utilizados para peces ornamentales) pueden desempeñar un papel destacado en el mantenimiento de la salud de la tilapia con agua recirculada.
Varias grandes empresas bien capitalizadas en este campo han fracasado. Gestionar tanto la biología como los mercados es complicado. Un futuro desarrollo es la combinación de sistemas de reciclaje integrados con la agricultura urbana, como se ha probado en Suecia con la Iniciativa Greenfish.

### Cría clásica de alevinos
También se denomina "sistema de flujo continuo" . Las truchas y otros peces deportivos suelen criarse a partir de huevos hasta alevinos y luego se transportan en camiones hasta los arroyos y se sueltan. Normalmente, los alevines se crían en tanques de hormigón largos y poco profundos, alimentados con agua dulce del arroyo. Los alevines reciben alimento comercial en gránulos. Aunque no es tan eficaz como el método de los Nuevos Alquimistas, también es mucho más sencillo y se ha utilizado durante muchos años para repoblar los arroyos con peces deportivos. Anguila europea (Anguilla anguilla) Los acuicultores obtienen para sus piscifactorías un suministro limitado de angulas, fases juveniles de la anguila europea que nadan hacia el norte desde las zonas de cría del Mar de los Sargazos. La anguila europea está en peligro de extinción debido a la captura excesiva de angulas por parte de pescadores españoles y a la sobrepesca de anguilas adultas en, por ejemplo, el IJsselmeer holandés. Aunque las larvas de anguila europea pueden sobrevivir durante varias semanas, aún no se ha logrado el ciclo vital completo en cautividad.

## Estación piscícola
Las estaciones piscícolas prestan el servicio de inseminación al pez para la producción de la cría. Se construyen con el fin de criar y pescar un buen producto.
La ciudad de Necochea (Argentina) cuenta con una estación de piscicultura ubicada en el paraje Las Cascadas, sobre el río Quequén. En ella realizan pasantías alumnos avanzados de la carrera de Técnico en Acuicultura de la Universidad Nacional de Mar del Plata y de la Universidad Nacional de Bahía Blanca, y también lo hacen alumnos de la carrera de Médico Veterinario de la Universidad Nacional del Centro.

## Carpicultura

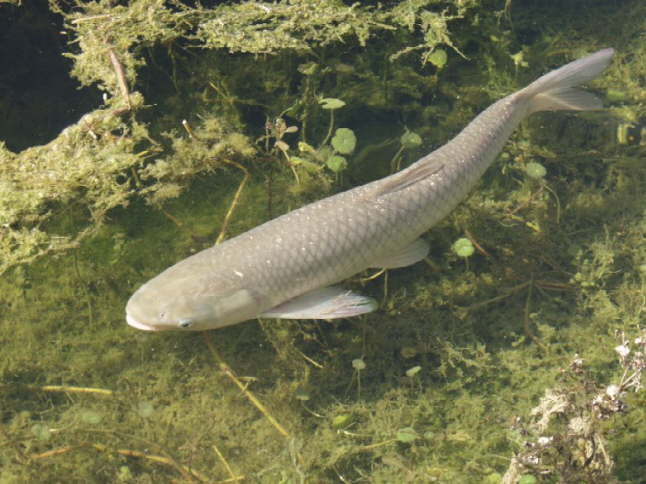
Imagen de una Carpa Herbívora, especie muy utilizada en cultivos integrados.

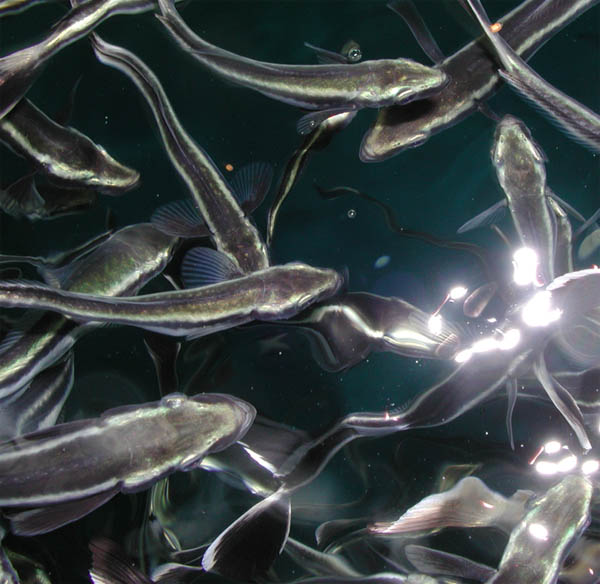
El pez Cobia es una especie marina tropical de crecimiento asombroso en cultivo, pero aún en fase preliminar.

Es el cultivo de la carpa común y otros Ciprínidos, especies de agua dulce no tropical. Son los cultivos acuícolas más antiguos, ya practicados por los antiguos sumerios, chinos y romanos.

## Salmonicultura
La salmonicultura es una rama de la acuicultura enfocada a la producción de peces de la familia salmonidae o peces salmoniformes, tanto truchas como salmones. En el caso de la trucha, se conoce como truticultura.
Al ser peces anádromos deben pasar durante su ciclo de vida por etapas de agua dulce y de agua salada. La puesta y el desarrollo de larvas y alevines transcurre en agua dulce, tanto para truchas como salmones. En el caso de la trucha, se puede mantener en agua dulce hasta su tamaño comercial, o realizar el proceso de esmoltificación, al igual que en el salmón, que es una adaptación gradual al agua de mar en el que se producen importantes cambios fisiológicos.
La cría y producción comercial del salmón apareció en los años setenta. Según un informe solicitado por la Asociación de la Industria del Salmón de Chile A.G., en 2007 la producción mundial de salmón (tanto silvestre como cultivado) alcanzó los 2,85 millones de toneladas round, de los cuales 1,82 millones correspondieron al salmón cultivado. Los mayores productores de salmón cultivado, según el mismo informe, fueron Noruega con un 43,3 % de la producción, y Chile con un 36 %, seguidos a distancia por Reino Unido con un 7,6 % y Canadá con un 6,5 %.

## Piscicultura tropical y subtropical de agua dulce
Son cultivos de especies de peces tropicales y subtropicales dulceacuícolas, en cultivo exterior o invernadero. Los más extendidos son los cultivos de tilapia, Pacu o Pangasius, y constantemente se están incorporando nuevas especies.
Estos cultivos a menudo se asocian a cultivo de crustáceos de agua dulce y otras actividades agropecuarias, denominados Cultivos Integrados. En ellos se integra la producción acuícola en la producción agrícola. En el caso de los sistemas aquapónicos, el agua de cultivo se utiliza para el cultivo de vegetales de huerta, aprovechando los nutrientes minerales generados por el cultivo, y la capacidad de depuración vegetal.

## Piscicultura marina

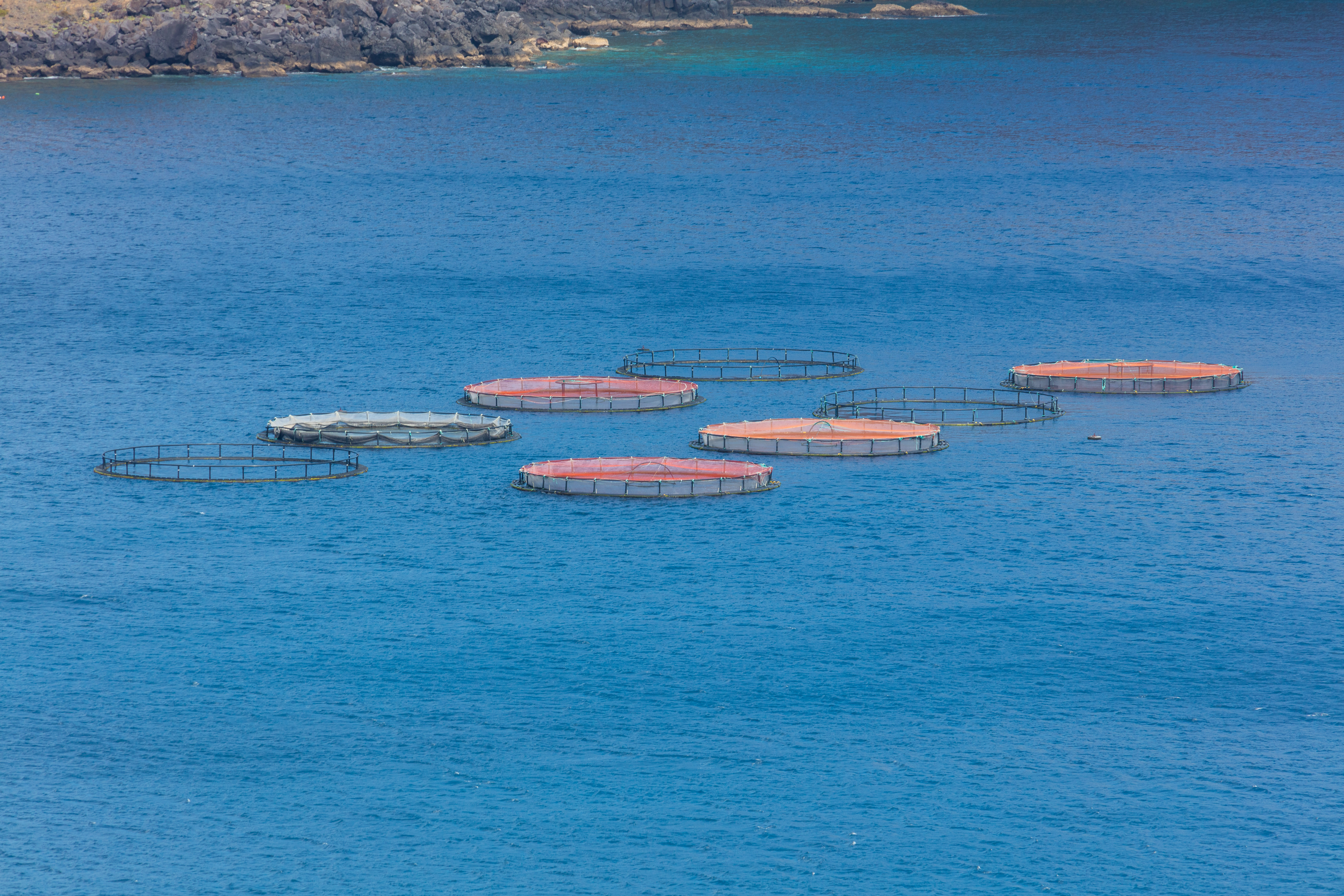
Piscifactoría en Madeira, Portugal.

Tiene una gran importancia en el comercio. En el caso de muchas especies, la producción de cultivo casi ha sustituido por completo a las capturas pesqueras. Algunas de las especies más importantes son el rodaballo, la dorada, lubina, bacalao, besugo, lenguado, etc.
Una variante de acuicultura marina es el llamado engrasado de atún rojo, que se realiza en jaula a partir de ejemplares silvestres, hasta ahora sin cerrar el ciclo biológico de la especie. Tras un proceso de engorde son vendidos posteriormente en el mercado japonés, donde es un producto muy apreciado y de elevado precio.